# Roberto Sighel
Roberto Sighel (Trento, 17 de febrero de 1967) es un deportista italiano que compitió en patinaje de velocidad sobre hielo.
Ganó cuatro medallas en el Campeonato Mundial de Patinaje de Velocidad sobre Hielo entre los años 1991 y 1998, y una medalla de bronce en el Campeonato Mundial de Patinaje de Velocidad sobre Hielo en Distancia Individual de 1998. Además, obtuvo tres medallas en el Campeonato Europeo de Patinaje de Velocidad sobre Hielo entre los años 1995 y 1999.
Participó en cinco Juegos Olímpicos de Invierno, entre los años 1988 y 2002, ocupando el séptimo lugar en Calgary 1988 y el séptimo en Salt Lake City 2002, en la prueba de 10 000 m.-

## Palmarés internacional
| Campeonato Mundial                         | Campeonato Mundial        | Campeonato Mundial | Campeonato Mundial    |
| Año                                        | Lugar                     | Medalla            | Prueba                |
| ------------------------------------------ | ------------------------- | ------------------ | --------------------- |
| 1991                                       | Heerenveen (Países Bajos) | Medalla de plata   | Clasificación general |
| 1992                                       | Calgary (Canadá)          | Medalla de oro     | Clasificación general |
| 1995                                       | Baselga di Piné (Italia)  | Medalla de bronce  | Clasificación general |
| 1998                                       | Heerenveen (Países Bajos) | Medalla de bronce  | Clasificación general |
| Campeonato Mundial en Distancia Individual |                           |                    |                       |
| Año                                        | Lugar                     | Medalla            | Prueba                |
| 1998                                       | Calgary (Canadá)          | Medalla de bronce  | 1500 m                |
| Campeonato Europeo                         |                           |                    |                       |
| Año                                        | Lugar                     | Medalla            | Prueba                |
| 1995                                       | Heerenveen (Países Bajos) | Medalla de bronce  | Clasificación general |
| 1998                                       | Helsinki (Finlandia)      | Medalla de plata   | Clasificación general |
| 1999                                       | Heerenveen (Países Bajos) | Medalla de plata   | Clasificación general |